# Club Escacs Balaguer
El Club Escacs Balaguer és una entitat esportiva de Balaguer.
Fundat el 1946, organitza anualment un campionat de partides simultànies contra un adversari d'alt nivell. En la primera edició hi participà el subcampió d'Espanya Antonio Medina (1947). L'any 1990 organitzà el Campionat d'Espanya individual juvenil, en què es proclamà campió Lluís Comas i Fabregó. Des del 1996 organitza l'Obert Internacional d'Escacs Ciutat de Balaguer, reconegut a Catalunya i a Espanya com un dels millors de les seves característiques.
El 2015 va organitzar el Campionat absolut de Catalunya al modern Centre d'Empreses Innovadores on el MI Hipòlit Asis es proclamà campió.